# Tekella absidata
Espèce
Tekella absidata est une espèce d'araignées aranéomorphes de la famille des Cyatholipidae.

## Distribution
Cette espèce est endémique de Nouvelle-Zélande.

## Publication originale
- Urquhart, 1894 : Description of new species of Araneae. Transactions of the New Zealand Institute, vol. 26, p. 204-218 (texte intégral).